# Ocupação da Sérvia pelas Potências do Eixo

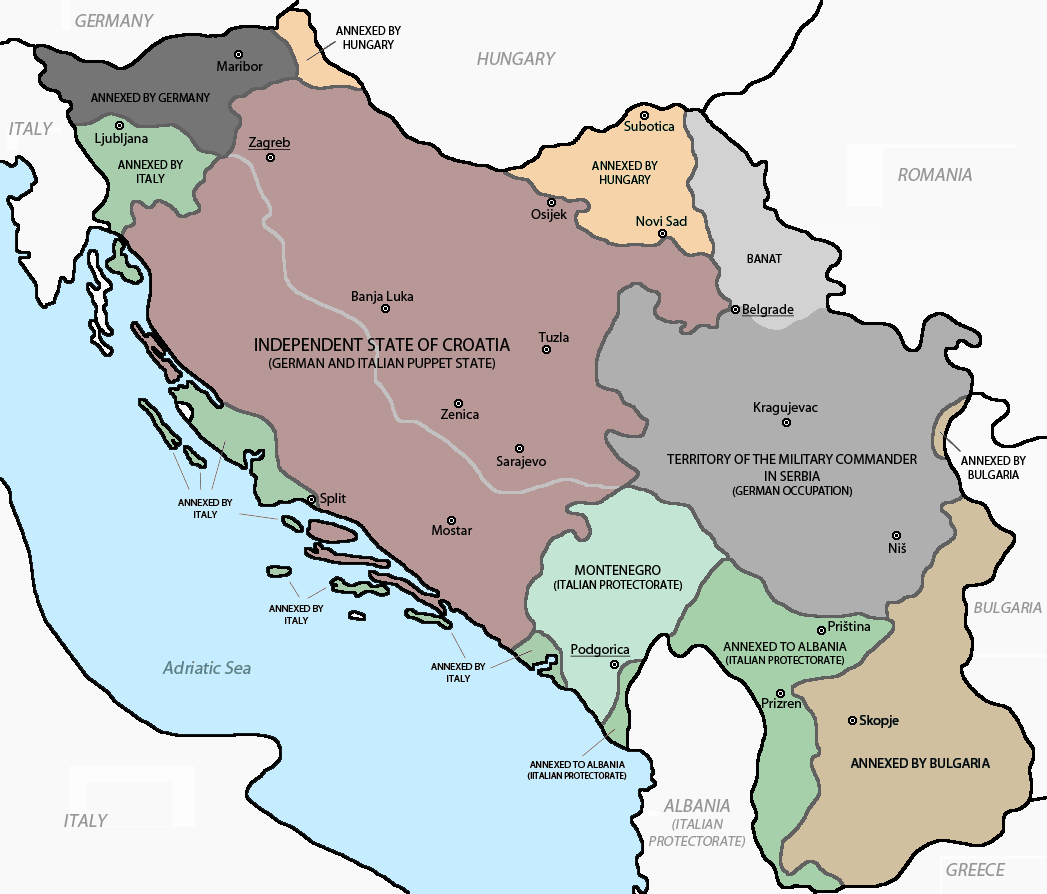
Ocupação do Eixo e partição da Iugoslávia (1941)

Durante a Segunda Guerra Mundial, várias províncias do Reino da Iugoslávia, correspondentes ao atual estado da Sérvia, foram ocupadas pelas Potências do Eixo de 1941 a 1944. A maior parte da área foi ocupada pela Wehrmacht e foi organizada como território separado sob controle da Administração Militar Alemã na Sérvia. Outras partes da Sérvia moderna que não foram incluídas no território administrado pela Alemanha foram ocupadas e anexadas por países vizinhos do Eixo: Sírmia foi ocupada e anexada pelo Estado Independente da Croácia, Bačka foi ocupada e anexada pela Hungria, o sudeste da Sérvia foi ocupado e anexado pela Bulgária, e o sudoeste da Sérvia foi ocupado e anexado pela Itália e incluído nos protetorados italianos da Albânia e Montenegro.

## Ocupação alemã
A área sob controle da Administração Militar Alemã na Sérvia foi inicialmente ocupada pelos alemães. Mais tarde, foi ocupada principalmente por tropas búlgaras, mas permaneceu sob autoridade militar alemã. Em selos e moedas, este território era referido como Sérvia,  e, de acordo com Paul N. Hehn, seu nome oficial era Território do Comandante Militar na Sérvia. Este território teve dois governos fantoches sérvios sucessivos sob o controle das autoridades militares alemãs. O primeiro governo fantoche, de curta duração, foi conhecido como Governo Comissário e foi liderado por Milan Aćimović . O segundo governo fantoche era conhecido como Governo de Salvação Nacional e era liderado por Milan Nedić.
Durante a ocupação, os alemães criaram a Soldatensender Belgrad, a estação de rádio popular para soldados alemães em toda a Europa e África.
Aproximadamente 11.000 da população judaica de cerca de 12.500 na Sérvia ocupada pela Alemanha, controlada pela Hungria ou pelo Estado Independente da Croácia, foram assassinados.

## Ocupação ítalo-albanesa

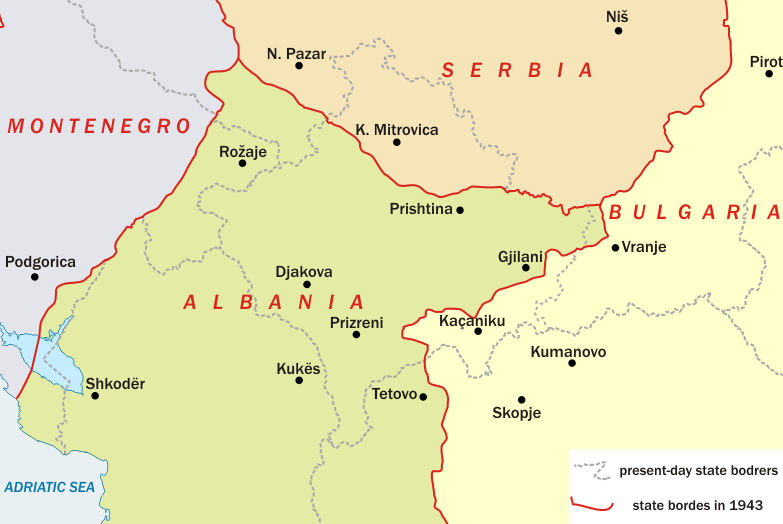
Ocupação italiana de Metohija e partes centrais do Kosovo (1941-1943)

A linha entre a área ocupada pelos alemães e a Albânia italiana na região do Kosovo foi a causa de um conflito de interesses significativo, principalmente devido às importantes minas de chumbo e zinco em Trepča e à principal linha ferroviária de Kosovska Mitrovica através de Pristina–Uroševac–Kačanik até Skopje. No final, os alemães prevaleceram, com a "Linha de Viena" se estendendo de Novi Pazar em Sandžak através de Kosovska Mitrovica e Pristina, ao longo da ferrovia entre Pristina e Uroševac e então em direção a Tetovo na atual Macedônia do Norte antes de virar para nordeste para encontrar o território anexado pela Bulgária perto de Orlova Čuka. Os distritos de Kosovska Mitrovica, Vučitrn e Lab, juntamente com parte do distrito de Gračanica, também faziam parte do território ocupado pelos alemães. Este território continha uma série de outras minas importantes, incluindo a mina de chumbo em Belo Brdo, uma mina de amianto perto de Jagnjenica e uma mina de magnesita em Dubovac perto de Vučitrn.
A região de Sandžak foi inicialmente dividida entre os alemães no norte e os italianos no sul usando uma extensão da chamada "Linha de Viena", que dividiu a Iugoslávia em zonas de influência alemã e italiana. A fronteira do território ocupado através do Sandžak foi modificada várias vezes em rápida sucessão durante abril e maio de 1941, eventualmente estabelecendo-se na linha geral de Priboj–Nova Varoš–Sjenica–Novi Pazar, embora as cidades de Rudo, Priboj, Nova Varoš, Sjenica e Duga Poljana estivessem no lado montenegrino ocupado pelos italianos da fronteira. O governo da NDH não estava satisfeito com esses arranjos, pois queria anexar Sandžak à NDH e considerou que seria mais fácil conseguir isso se os alemães ocupassem uma porção maior da região.

## Ocupação húngara

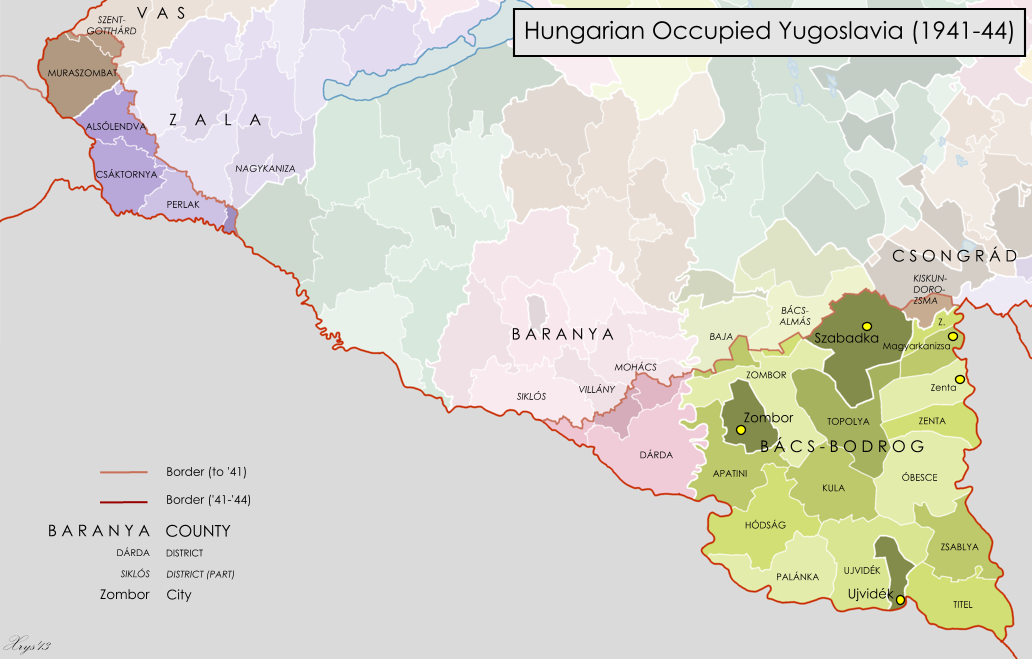
Ocupação húngara dos territórios iugoslavos (1941-1944)

Após discussões com os governos romeno e húngaro, Adolf Hitler decidiu que a região de Bačka e Banato seria dividida pelo rio Tisa, com a porção oriental sob ocupação alemã, juntamente com a "Velha Sérvia". A porção oeste do Tisa foi ocupada e anexada pela Hungria. A rivalidade romeno-húngara não foi a única razão para manter o Banat sob ocupação alemã, pois também continha cerca de 120.000 alemães étnicos (ou Volksdeutsche) e era uma região econômica valiosa. Além do Tisa, as outras fronteiras do Banato eram o Danúbio ao sul, e as fronteiras iugoslavo-romena e iugoslavo-húngara do pós-Primeira Guerra Mundial ao norte e leste.

## Ocupação croata
Grande parte da fronteira ocidental entre o território ocupado e o NDH foi aprovada pelos alemães e anunciada por Ante Pavelić em 7 de junho de 1941. Entretanto, a fronteira aprovada só seguia o rio Drina abaixo até Bajina Bašta, e além deste ponto a fronteira não havia sido finalizada. Em 5 de julho de 1941, esta fronteira foi fixada como continuando a seguir o Drina até a confluência com o tributário Brusnica a leste da vila de Zemlica, depois a leste do Drina seguindo a fronteira Bósnia e Herzegovina-Sérvia anterior à Primeira Guerra Mundial.
Uma área do leste da Sírmia foi inicialmente incluída no território ocupado por razões militares e econômicas, especialmente porque o aeroporto e a estação de rádio de Belgrado estavam localizados lá. O número de Volksdeutsche que viviam na área, juntamente com seu papel no fornecimento de alimentos para Belgrado, também foram fatores na decisão original. Durante esse período inicial, a fronteira entre o território ocupado e o NDH ficava entre as aldeias de Slankamen, no Danúbio, e Boljevci, no Sava. Entretanto, após pressão da NDH, apoiada pelo embaixador alemão em Zagreb, Siegfried Kasche, ela foi gradualmente transferida totalmente para o controle da NDH com a aprovação do Comandante Militar na Sérvia, e se tornou uma parte formal da NDH em 10 de outubro de 1941. O Volksdeutsche local pediu que a área fosse devolvida ao controle alemão, mas isso não ocorreu. Como resultado da transferência desta região, as fronteiras do NDH atingiram os arredores de Belgrado.

## Ocupação búlgara

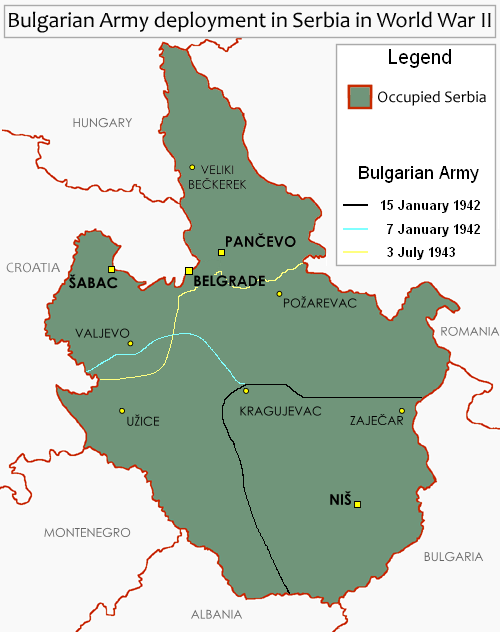
Zonas de ocupação do Exército Búlgaro na Sérvia de Nedic durante a Segunda Guerra Mundial.

Em 1941, algumas partes da Sérvia, incluindo Vranje, Bosilegrad, Caribrod e Pirot foram ocupadas e posteriormente anexadas pela Bulgária. Mais tarde, entre 1942 e 1943, outras partes significativas da Sérvia foram ocupadas pela Bulgária, mas deixadas sob supervisão alemã.

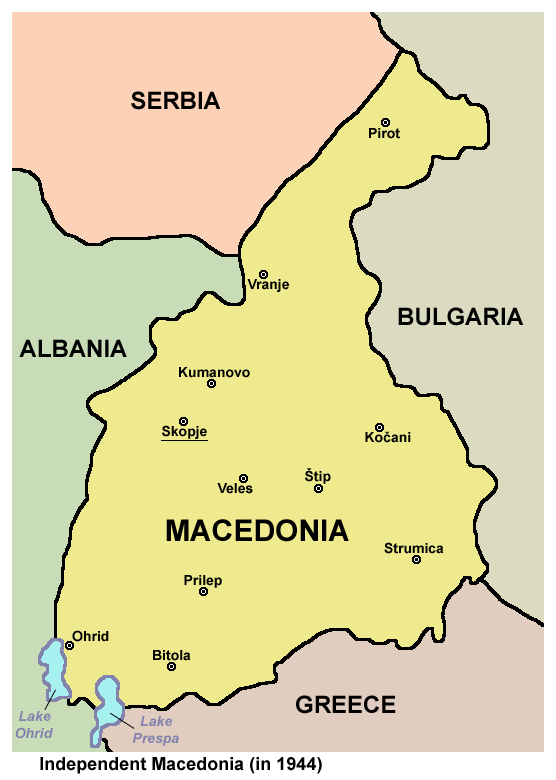
Regiões da Iugoslávia anexadas pela Bulgária (1941–1944)

Em janeiro de 1942, para proteger ferrovias, rodovias e outras infraestruturas, os alemães começaram a usar tropas de ocupação búlgaras em grandes áreas do território ocupado, embora essas tropas estivessem sob comando e controle alemães. Isso ocorreu em três fases, com o 1º Corpo de Ocupação Búlgaro, composto por três divisões, avançando para o território ocupado em 31 de dezembro de 1941. Este corpo era inicialmente responsável por cerca de 40% do território (excluindo o Banat), delimitado pelo rio Ibar a oeste, entre Kosovska Mitrovica e Kraljevo, pelo rio Morava Ocidental, entre Kraljevo e Čačak, e depois por uma linha que ia aproximadamente a leste, de Čačak, passando por Kragujevac, até a fronteira com a Bulgária. Eles eram, portanto, responsáveis por grandes secções das linhas ferroviárias Belgrado–Niš–Sófia e Niš–Skopje, bem como pela principal auto-estrada Belgrado–Niš–Skopje.
Em Janeiro de 1943, a área búlgara foi expandida para oeste para incluir todas as áreas a oeste do rio Ibar e a sul de uma linha que ia aproximadamente a oeste de Čačak até à fronteira com o Montenegro ocupado e o NDH. Isso liberou a 7ª Divisão de Voluntários de Montanha da SS Prinz Eugen, que estava guarnecendo esta área durante o inverno, para se deslocar para o NDH e participar do Caso Branco contra os Partisans. Muitos membros do Volksdeutsche da Sérvia e do Banat estavam servindo na 7ª Divisão de Montanha Voluntária da SS Prinz Eugen. Esta divisão foi responsável por crimes de guerra cometidos contra os povos da Bósnia e Herzegovina.
Em julho de 1943, a zona de ocupação búlgara se expandiu para o norte, com uma quarta divisão, a 25ª Divisão, substituindo a 297ª Divisão de Infantaria no restante do território (excluindo o Banat) que não compartilhava fronteira com o NDH. A partir deste ponto, as forças alemãs ocuparam diretamente apenas a área imediata de Belgrado, a região noroeste do território que fazia fronteira com o NDH e o Banato.